# Shane Taylor
Shane Taylor (* 13. März 1974 in Dover, Vereinigtes Königreich) ist ein britischer Schauspieler.
Er absolvierte die Webber Douglas Akademie für dramatische Kunst und erhielt den Cameron Mackintosh-Preis. Shane Taylor ist verheiratet und Vater von zwei Kindern.
Bekannt wurde er durch seine Rolle als Sanitäter Eugene Roe in der Fernsehserie Band of Brothers – Wir waren wie Brüder im Jahre 2001. 
Erste Erfahrungen als Schauspieler hatte er seit 1999 gesammelt. Er ist insbesondere in Fernsehproduktionen zu sehen, darunter 2009 in Die Triffids – Pflanzen des Schreckens. Bislang übernahm er in etwa 15 Produktionen eine Rolle.

## Filmografie (Auswahl)
- 1999: All Along the Watchtower
- 1999: Where the Heart Is
- 1999: Dangerfield
- 1999: King of the Bingo Game (Kurzfilm)
- 2000: Room to Rent
- 2000: P.O.V.
- 2001: Band of Brothers – Wir waren wie Brüder (Band of Brothers, Miniserie)
- 2004: Comedy Lab
- 2005: Shinobido (Videospiel)
- 2009: Bomber
- 2009: Die Triffids – Pflanzen des Schreckens (The Day of the Triffids, Miniserie)
- 2010: Devil’s Playground
- 2012: Strike Back (Fernsehserie)
- 2013: Unter Feinden – Walking with the Enemy (Walking with the Enemy)
- 2014: Der Pathologe – Mörderisches Dublin (Quirke, Miniserie, 1 Folge)
- 2015: Sons of Liberty
- 2018: Hunter Killer